# Сотник Анатолій Анастасійович
Анато́лій Анаста́сійович Со́тник — полковник Збройних сил України, учасник російсько-української війни.
Станом на липень 2015 року — заступник начальника військ зв'язку Збройних Сил України.

## Нагороди
За особисту мужність, сумлінне та бездоганне служіння Українському народові, зразкове виконання військового обов'язку відзначений — нагороджений
- 10 жовтня 2015 року — орденом Богдана Хмельницького III ступеня.